# کوه باباهر
کوه باباهر از جنوب به شهرستان دورود پیوسته است و بخشی از این شهرستان در دامنه این کوه زیبا بنا شده است.
این کوه چشمه‌ساران بسیار زیادی دارد که بخشی از آب شرب این شهرستان از این چشمه‌ساران تهیه می‌شود.
این کوه محل استقرار عشایر کوچ رو از سادات آهوقلندری طایفه ندروند می باشد و جز املاک این طایفه بشمار می رود. 
چندین قله زیبا دارد که زیباترین آن قله قارون در نزدیکی ایستگاه راه آهن قارون می‌باشد.

کسانی که موفق به فتح این قله شده‌اند آثاری از گذشتگان یافته‌اند که متعلق به چندین قرن گذشته بوده است، آثار کنده‌کاری و خانه‌های مخرویه در قله به خوبی قابل رویت می‌باشد.

## جستارهای ویژه
- فهرست کوه‌های ایران